# Brigadas Blanquiazules
Brigadas Blanquiazules fue el grupo ultra de aficionados del RCD Español.
Fue fundado en 1985 y llegó a contar en sus mejores momentos con hasta 1500 miembros cesando su actividad oficialmente en 2010 si bien, parte de sus miembros acuden al estadio a título individual.

## Violencia
Integrantes del grupo se han visto involucrados en diversos hechos violentos.